# ISEM Fashion Business School
ISEM Fashion Business School, centro de la Universidad de Navarra, —situada entre las cincuenta primeras universidades del mundo en  la categoría de “Business & Management Studies”, según el ranking de QS—, es la primera escuela de negocios especializada en empresas de moda que existe en España. Tiene su sede en Madrid. Lo específico de este centro es su orientación a la moda desde el punto de vista del negocio y de la empresa. Para ello cuenta con profesorado propio, profesores de IESE Business School-Universidad de Navarra y profesionales de distintos ámbitos de la industria de la moda, con el fin de lograr un equilibrio único entre el conocimiento especializado y la experiencia práctica.
En ISEM se imparte un Executive MBA en Fashion Business Administration, un Master en Gestión de Moda, un programa específico de posgrado (Programa Avanzado en Dirección de Empresas de Moda PADEM), dos programas intensivos internacionales en Miami (Fashion Entrepreneurship 101: Building a succesful brand, en la sede de Babson College) y Nueva York (Fashion Business iQ: an Insight into the Industry, en la sede de IESE Business School), y un curso de verano en Fashion & Creativity Management.
Entre el profesorado, además de docentes de la Universidad de Navarra, se cuenta con especialistas del Fashion Institute of Technology (FIT) de Nueva York, SDA Bocconi de Milán, el Institut Français de la Mode (IFM) de París, así como con directivos y empresarios del sector.
La revista americana The Education Magazine incluyó a ISEM entre las diez mejores Escuelas de Negocios para estudiar un MBA. En 2016, ISEM recibió el Premio Nacional de Moda a la Academia y a la Cultura, que reconoce el mérito y el prestigio del sector de la industria de la moda de España.

## Historia
En el año 2001, Covadonga O´Sheafundó el Instituto Superior de Empresa y Moda (ISEM), en colaboración de Rocío Ortíz de Bethencourt, con el objetivo de formar profesionales con capacidades de negociación y liderazgo para trabajar en la industria de la moda y ayudar así a la profesionalización de un sector en el que convergen la gestión y la creatividad. ISEM era un centro dependiente de la Fundación Tecnomoda, un organismo sin ánimo de lucro destinado a impulsar la formación del sector de la industria de la moda y textil.
En poco tiempo comenzó a impartir un máster único en España, dirigido a profesionales de diversas áreas de la moda, con las enseñanzas propias de un MBA: Finanzas, Operaciones, o Dirección General, que se combinan con materias específicas de la industria de la moda, como Planificación de una colección o Retail.
En 2007, el Real Decreto 1393/2007 estableció que los másteres universitarios oficiales debían ser llevados a cabo por universidades. En el año 2011, ISEM Fashion Business School entró a formar parte de la Universidad de Navarra, con la que llevaba años manteniendo una estrecha relación académica. La profesora Teresa Sádaba asumió la dirección del centro (2011-2025), con el objetivo de potenciar la labor formativa e investigadora en el mundo de la moda, entre otros medios, mediante la relación interdisciplinar con los demás centros de la Universidad.

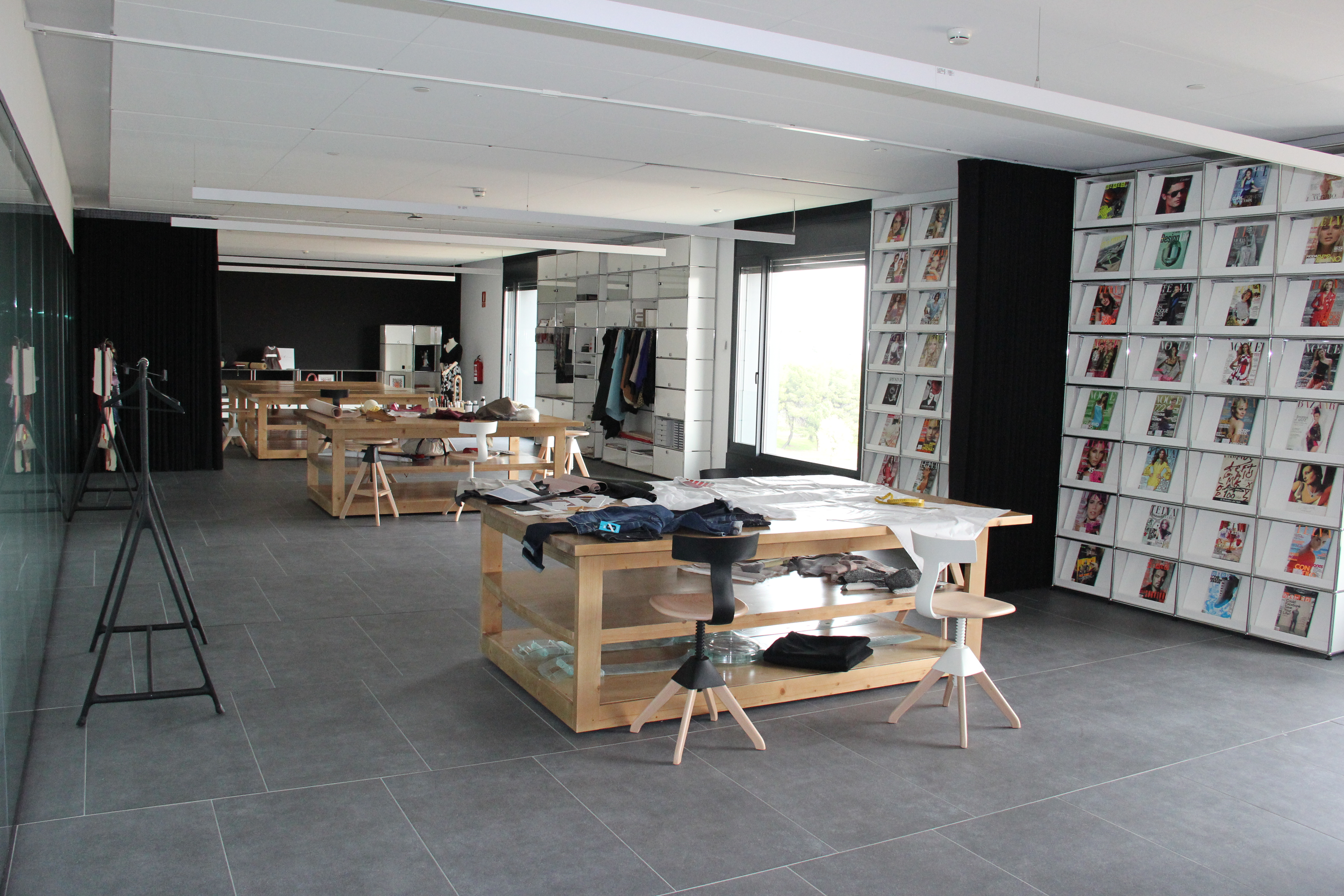
Taller del ISEM Fashion Business School

En esta nueva etapa se han lanzado nuevos programas académicos, focalizados en la dirección de empresas de moda, en los grandes retos del sector como la digitalización o la sostenibilidad, y dos en Estados Unidos, sobre emprendimiento y tendencias de la industria. Además, el carácter internacional de ISEM se refleja en alianzas y acuerdos con reconocidas escuelas e instituciones de moda, como SDA Bocconi de Milán, Institut Français de la Mode, London College of Fashion, Center for Fashion Studies de la Stockholm University o la Universitá della Svizzera Italiana.
En 2025, la profesora de comunicación de la Universidad de Navarra, Marta Torregrosa tomó el relevo en la dirección del centro.
El programa in Fashion Business Administration (FBA) es el único Máster Universitario Ejecutivo en Dirección de Empresas de Moda oficial que hay en España. Está aprobado por el Ministerio de Educación y es válido en toda la Unión Europea, de acuerdo con el nuevo Espacio Europeo de Educación Superior (EEES). El ranking del diario El Mundo posiciona al FBA como el Mejor Máster Especializado en España (2018, 2019, 2021, 2022, 2023 y 2025), y el de EdUniversal, sexto mejor máster a nivel mundial en la categoría Fashion Management (2024).
La relación con la industria es especialmente importante para la tarea de ISEM. En gran parte, esto es posible gracias a las empresas Cátedra de la Escuela: El Corte Inglés, Tendam, Inditex, Loewe, Saga Furs, Multiópticas y AWWG. Además, ISEM cuenta con un club de marcas emergentes de moda, The Hive, y Atelier, una aceleradora para poner en contacto a grandes empresas del sector con startups tecnológicas que pueden revolucionar sus negocios.
ISEM cuenta con un programa de doctorado en Creatividad Aplicada, impulsado junto a la Escuela de Arquitectura, la Facultad de Comunicación y el Museo Universidad de Navarra, que pretende favorecer el estudio y la instauración de los procesos de creación en las industrias e instituciones que requieren de esta competencia para su actividad.
En 2018, la escuela trasladó su sede de la calle García de Paredes al entonces recién inaugurado Campus Madrid de la Universidad de Navarra, en la calle Marquesado de Santa Marta, 3.